# Casta Diva (film 1935)
Casta Diva è un film del 1935 diretto da Carmine Gallone, che racconta in modo romanzesco la giovinezza di Vincenzo Bellini.
Vinse la Coppa Mussolini al miglior film italiano alla 3ª Mostra internazionale d'arte cinematografica di Venezia.
Gallone girò anche la versione inglese del film che uscì con il titolo The Divine Spark e che venne prodotto da Arnold Pressburger.

## Trama
Il giovane Vincenzo Bellini, innamorato di una ragazza napoletana, Maddalena Fumaroli, compone per lei la celebre Casta Diva. Giunto al successo, inserisce quest'aria nella Norma, salvando l'opera dal fiasco.

## Produzione
Il film fu prodotto dalla Alleanza Cinematografica Italiana (A.C.I.). Venne girato a Catania.
Ne fu fatta anche una versione in lingua tedesca.

## Distribuzione
Distribuito dalla Generalcine, il film uscì in Francia il 14 giugno 1935. Venne presentato in Italia alla Mostra di Venezia il 10 agosto 1935.
Nel 1985, il film fu distribuito in Italia in VHS dalle Produzioni Atlas Consorziate (P.A.C.).

## Riconoscimenti
- 3ª Mostra internazionale d'arte cinematografica di Venezia
  - Coppa Mussolini al miglior film italiano

## Opere correlate
Nel 1954, lo stesso regista né realizzò un remake omonimo in Technicolor.